# Eoreuma callista
Eoreuma callista là một loài bướm đêm trong họ Crambidae.